# Bhâratpur (Népal)
Pour les articles homonymes, voir Bharatpur.
Bharatpur (népalais : भरतपुर) est une ville du Népal située dans la zone de Narayani et chef-lieu du district de Chitwan. Au recensement de 2011, la ville comptait 143 836 habitants.